# Erika Nyström
Erika Nyström (Muurame, 13 de septiembre de 1983) es una deportista finlandesa que compitió en voleibol, en la modalidad de playa (siempre formando pareja con su hermana gemela Emilia). Ganó una medalla de bronce en el Campeonato Europeo de Vóley Playa de 2010.

## Palmarés internacional
| Campeonato Europeo | Campeonato Europeo | Campeonato Europeo | Campeonato Europeo |
| Año                | Lugar              | Medalla            | Pareja             |
| ------------------ | ------------------ | ------------------ | ------------------ |
| 2010               | Berlín (Alemania)  | Medalla de bronce  | Emilia Nyström     |